# Eburodacrys putia
Eburodacrys putia es una especie de escarabajo longicornio del género Eburodacrys, tribu Eburiini, subfamilia Cerambycinae. Fue descrita científicamente por Galileo & Martins en 2006.

## Descripción
Mide 13,2 milímetros de longitud.

## Distribución
Se distribuye por Bolivia.